# Only a Matter of Time
"Only a Matter of Time" é uma canção gravada pelo cantor estadunidense Joshua Bassett, presente em seu extended play de estreia de mesmo nome. A faixa foi lançada em 28 de janeiro de 2021 pela Warner Records como segundo single de divulgação do disco.

## Vídeo musical
O vídeo musical de "Only a Matter of Time" foi lançado junto com a canção e dirigido por Keenan O'Reilly, e mostra Bassett caminhando sobre os trilhos do trem durante um pôr do sol enquanto canta a canção.

## Faixas e formatos
| Download digital e streaming |                         |         |  |
| N.º                          | Título                  | Duração |  |
| 1.                           | "Only a Matter of Time" | 3:14    |  |

## Histórico de lançamento
| Região | Data                  | Versão   | Formato(s)                 | Gravadora | Referências   |
| ------ | --------------------- | -------- | -------------------------- | --------- | ------------- |
| Mundo  | 28 de janeiro de 2021 | Original | Download digital streaming | Warner    | [ 10 ] [ 11 ] |